# Ултрогота
Ултрогота или Ултрогото (на латински: Vulthrogotha, Vltrogotho или Ultrogota, Ultrogoto, Ultrogothe; † след 567 г.) е кралица на франките, съпруга на Хилдеберт I, крал на франките, управлявал през 511 – 558 г., от династията на Меровингите.

## Биография
Ултрогота е от вестготски произход. През 512 г. тя се омъжва за Хилдеберт I, четвъртият син на Хлодвиг I и третият син от брака му с Клотилда Бургундска. Двамата имат две дъщери Хродосвинта и Хродоберга, но нямат син. Понеже няма наследник, след смъртта на Хилдеберт I през 558 г. неговото царство попада под владението на брат му Хлотар I. Ултрогота и децата ѝ са изпратени в изгнание.
Погребана е заедно със съпруга ѝ и децата ѝ в църквата Св. Винсент, по-късната Abbaye de Saint-Germain-des-Prés на бул. Saint-Germain в Париж, която е от 558 г. гробно място на франкските Меровингски крале.